# Halecium secundum
Halecium secundum is een hydroïdpoliep uit de familie Haleciidae. De poliep komt uit het geslacht Halecium. Halecium secundum werd in 1904 voor het eerst wetenschappelijk beschreven door Elof Jäderholm.
De soort werd in 1902 gevonden bij Seymour Island tijdens de Zweedse Antarctica-expeditie van 1901-1903.